# Milan Lukić
Milan Lukić (Милан Лукић; Foča, 6 settembre 1967) è un criminale di guerra e assassino seriale serbo, ex comandante della formazione paramilitare serba delle "Aquile bianche", condannato all'ergastolo per crimini di guerra e contro l'umanità durante la guerra in Bosnia.
Nel 1992, durante la guerra in Bosnia, si rese responsabile di numerose stragi e crimini contro l'umanità nella città di Višegrad, uccidendo più di 130 persone. Il giudice dell'Aja Dermot Groome ha definito l'efficacia dello “stile-Lukić” come “un olocausto”.
Il 14 giugno 1992, Lukić e i suoi paramilitari hanno chiuso un gruppo di musulmani, principalmente donne, bambini e anziani, in una casa di Višegrad. Hanno barricato porte e finestre e hanno appiccato il fuoco. In quell'occasione 66 persone sono state bruciate vive: la più anziana aveva 75 anni, la più giovane era una bimba di due giorni. Lukić e i suoi uomini aspettavano fuori, con i fucili automatici, quelli che tentavano di scappare.
Due settimane dopo, il 27 giugno, hanno ripetuto il delitto. In una casa a Bikavac hanno rinchiuso e dato fuoco ad altri 70 musulmani. Zehra T., con la faccia deformata dalle fiamme, si è salvata buttandosi dalla finestra. Dentro la casa è rimasta sua sorella di nove anni. Milan Lukić e le sue “Aquile Bianche” sono accusati anche di due sequestri e dell'uccisione di 36 civili musulmani e di un croato.
Nel 1993 hanno fermato un treno che andava da Belgrado al Montenegro, prelevato 18 civili musulmani e un croato, e li hanno uccisi. L'operazione fu ripetuta al villaggio di Mioce (massacro di Sjeverin); hanno fermato un autobus, preso 17 musulmani, poi a Višegrad li hanno torturati e uccisi. "Quello che hanno fatto Milan e Sredoje Lukić non è l'opera di una banda di criminali… I delitti che hanno compiuto fanno parte di una impresa criminale e congiunta il cui scopo e intenzione era di distruggere una parte dei musulmani bosniaci come gruppo", ha precisato il giudice Groome.
Catturato in Argentina nel 2005, il 20 luglio 2009 è stato condannato all'ergastolo dal Tribunale penale internazionale per l'ex-Jugoslavia assieme al cugino Sredoje.